# Pseudognathobotys diffusalis
Pseudognathobotys diffusalis là một loài bướm đêm trong họ Crambidae.